# Giovanni Andrea Borromeo d'Adda
Giovanni Andrea Borromeo D'Adda (Roma, 16 luglio 1941 – 17 aprile 1978) è stato un imprenditore e politico italiano.

## Biografia

### Infanzia
Discendente da un ramo della famiglia milanese dei D'Adda, pur essendo nato a Roma, risiedeva in Lombardia dove svolse la sua attività politica nelle file del Movimento Sociale Italiano.

### Carriera politica
Dopo gli studi classici e la laurea in giurisprudenza si occupò nel settore tessile, si candidò nel 1972 alla camera dei deputati con il Movimento Sociale Italiano - Destra Nazionale e fu eletto nella VI Legislatura. Riconfermato nel 1976 per la legislatura successiva, con incremento di voti nel suo collegio, nel dicembre 1976 si unì al gruppo scissionista dal MSI che diede vita a Democrazia Nazionale - Costituente di Destra.

### Morte
Un anno prima del termine della legislatura muore a 36 anni. Viene ricordato il 4 maggio 1978 durante una seduta dal vicepresidente della camera Luigi Mariotti e dal sottosegretario di stato per le partecipazioni statali Paolo Barbi.
Il suo posto a Montecitorio fu preso dal deputato Casimiro Bonfiglio.